# Atsyrkhus Mons
L'Atsyrkhus Mons è una struttura geologica della superficie di Venere.